# Noritake Ken
Noritake Ken (jap. 則武 謙, Noritake Ken, * 18. Juli 1922; † 6. März 1994) war ein japanischer Fußballnationalspieler.
Noritake debütierte am 10. März 1951 bei den Asienspielen 1951. Dabei siegten die Japaner im Spiel um Platz 3 gegen die Auswahl Afghanistans mit 2:0. Weitere Berufungen folgten nicht.